# Seconda battaglia della Marna
La seconda battaglia della Marna (per i soldati tedeschi semplicemente il Friedensturm, l'assalto della pace, nella speranza che un'ultima vittoria avrebbe finalmente condotto alla fine della guerra) si svolse tra il 15 luglio e il 6 agosto 1918. L'azione fu parte dell'ultima grande offensiva tedesca sul fronte occidentale durante la prima guerra mondiale, nel tentativo di uscire dalla stasi della guerra e cercare lo sfondamento delle linee alleate per far volgere a favore dei tedeschi l'esito della guerra.

## Contesto storico
La Seconda battaglia della Marna ebbe inizio come una semplice azione diversiva per un'offensiva maggiore da condurre altrove, ma alcune circostanze le conferirono una portanza decisamente maggiore.
Dopo tre anni di guerra di trincea, il generale Erich Ludendorff era pronto a sferrare un colpo mortale che avrebbe assicurato la vittoria della Germania.
Quattro mesi dopo l'inizio della Rivoluzione bolscevica (novembre 1917) e la firma del trattato di Brest-Litovsk, ingenti forze tedesche furono dirottate a dare man forte sul fronte occidentale. Ludendorff intendeva attaccare in forze il settore britannico all'estremità settentrionale del fronte, e per fare questo, organizzò una serie di cinque azioni diversive lungo tutto il fronte. In questo modo avrebbe inchiodato le forze francesi e avrebbe attirato rinforzi dal settore britannico.
Nel marzo del 1918 venne avviata la prima di queste azioni diversive. Il 21 marzo, lungo un fronte di 70 km, tre armate tedesche annientarono la V Armata britannica, e avanzarono per oltre 60 km prima di essere arrestate dai rinforzi alleati; i tedeschi però si erano spinti troppo in profondità per riuscire a mantenere le linee di rifornimento.

Le cifre parlano di circa 250000 uomini tra morti, feriti e dispersi per entrambi gli schieramenti ma, nonostante le perdite, i tedeschi riuscirono a portare in linea molti pezzi d'artiglieria, e soprattutto il cosiddetto "Cannone di Parigi", con una gittata di oltre 130 km, che consentiva di colpire la capitale francese, con gravi effetti psicologici sulla popolazione, più che materiali.
Il 3 aprile il generale Ferdinand Foch fu promosso comandante supremo delle forze alleate, posizione fino ad allora inesistente. Il 9 aprile truppe tedesche sferrarono un violento attacco contro le posizioni britanniche lungo il fiume Lys, ottenendo successi considerevoli, anche se minori del mese precedente. Una terza offensiva alla fine di maggio permise ai tedeschi di varcare i fiumi Aisne e Vesle, e avvicinarsi alla Marna di oltre 30 km da dove erano partiti.
A seguito di questi insperati e grandi successi, Ludendorff fu tentato di puntare verso Parigi, invece di seguire i piani che prevedevano lo sfondamento a nord.

## L'attacco tedesco

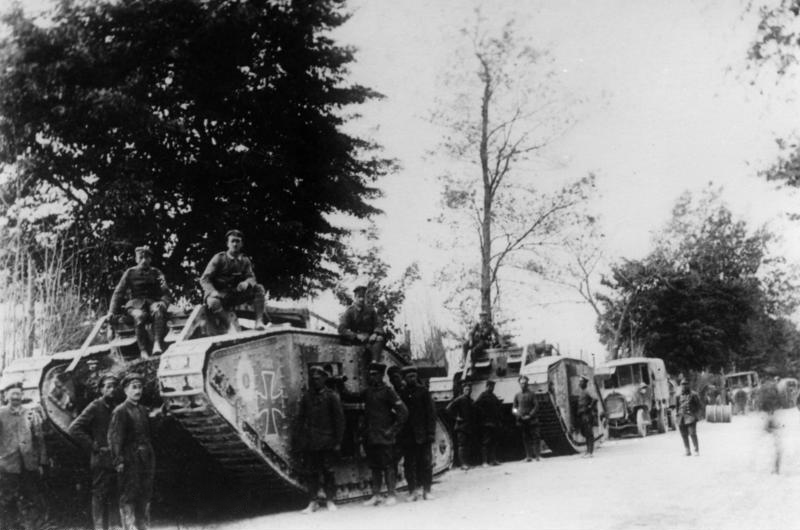
Un Mark IV catturato dai tedeschi e usato nell'offensiva di primavera

Spinti dalla volontà di dare la spallata definitiva e attirati, come nel 1914, da Parigi, che essi minacciavano tanto dalla vallata dell'Oise a nord, che dalle valli dell'Ourcq e della Marna a est, i tedeschi decisero una nuova offensiva, ancor più formidabile.
Il 9 giugno Ludendorff predispose il quarto attacco, su un fronte che andava da Noyon a Montdidier, a sud dei territori conquistati a marzo con la prima offensiva.
Questa volta però i difensori erano preparati e rallentarono non di poco l'avanzata tedesca, che in quattro giorni di combattimenti fece ben pochi progressi.
A questo punto il generale tedesco, invece di fermare l'azione, e sferrare quella decisiva a nord secondo i vecchi piani, decise di scatenare un'ulteriore azione diversiva per inchiodare definitivamente i francesi: questa volta l'attacco fu svolto verso Reims, con la III Armata che attaccò verso sud e est, e la I e la VII Armata che avrebbero marciato a ovest di essa.
Di nuovo però, a causa dei numerosi disertori tedeschi, gli alleati furono informati con esattezza sul momento e luogo dell'attacco; a est la III Armata non fece alcun progresso, mentre la I e la VII attraversarono la Marna a ovest di Reims.

### L'azione sulla Marna
L'azione sulla Marna iniziò il 15 luglio, quando 23 divisioni tedesche della I e della III Armata, guidate dai generali Bruno von Mudra e Karl von Einem, aggredirono la IV Armata dell'esercito francese, a cui era assegnata anche la 42ª Divisione statunitense, comandata da Henri Gouraud, a est di Reims (quarta battaglia dello Champagne) puntando verso Épernay. Nel frattempo, 17 divisioni della VII Armata tedesca, comandate dal generale Max von Boehn e coadiuvate dalla IX Armata di Eben, attaccarono la VI Armata francese guidata da Jean Marie Joseph Degoutte a ovest di Reims (battaglia della montagna di Reims) verso St. Menehould.
Ludendorff progettava, con un attacco frontale, di separare gli eserciti alleati del nord da quelli dell'est, aggirando da una parte Verdun attraverso Sainte-Menehould e la valle dell'Aisne superiore, e dall'altra parte Reims e la Montagna di Reims attraverso la valle della Marna.
L'attacco tedesco ad est di Reims fu arrestato il primo giorno, ma a ovest di Reims l'offensiva fu più favorevole ai tedeschi: i difensori della riva sud della Marna non poterono sfuggire alla furia di tre ore di cannoneggiamenti. Sotto la copertura di questo sbarramento di fuoco, le Stoßtrupp poterono oltrepassare il fiume grazie a delle zattere, ed anche se alcune unità alleate riuscirono a resistere, in particolare la 3ª Divisione statunitense che si guadagnò il soprannome di Rock of the Marne, i tedeschi riuscirono a creare varie teste di ponte al di là del fiume costruendo dei ponti sullo scheletro di quelli non ancora demoliti dal fuoco dell'artiglieria. L'intervento di 225 bombardieri francesi, che li bombardando con 44 tonnellate di bombe, nonostante delle spesse cortine fumogene li nascondessero, distrusse numerosi di questi ponti di fortuna.
I soldati tedeschi che avevano raggiunto la sponda sud furono attaccati con le mitragliatrici. Trenta passerelle meno vulnerabili furono gettate ma, malgrado un leggero vantaggio tattico acquisito a sud-est di Reims e sulla Marna, l'offensiva di Ludendorff fallì completamente nella regione della Champagne. Rinunciando ad aggirare Reims da est, il comandante tedesco cercò di oltrepassare la montagna di Reims da sud. Gli inglesi del XXII Corpo d'armata e 85000 statunitensi accorsero in aiuto dei francesi bloccando l'avanzata il 17 luglio.

### La controffensiva alleata

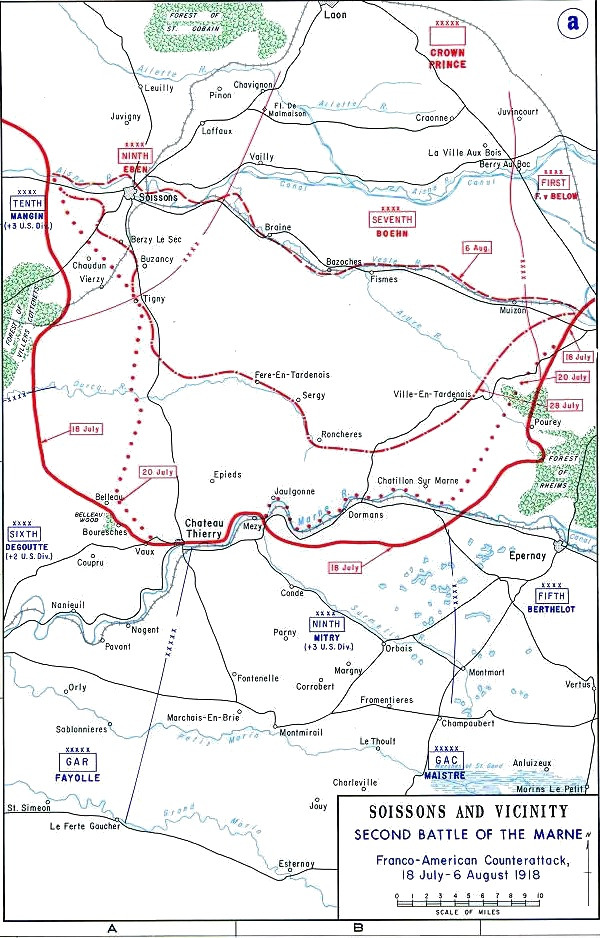
Il piano della controffensiva alleata

Il fallimento tedesco dell'azione di sfondamento consentì a Foch, Comandante Supremo Alleato, di proseguire con una contro-offensiva principale prevista per il 18 luglio. A questa parteciparono 24 divisioni francesi, le divisioni statunitensi 92ª Divisione di fanteria Buffalo Soldiers e 93ª divisione di fanteria sotto il comando francese. Inoltre vi erano anche 8 grandi divisioni degli Stati Uniti (tra cui quelle vittoriose durante la terza offensiva, che da Bosco Belleau e Château-Thierry partirono per la controffensiva) sotto il comando americano con 350 carri armati.
Ma nel momento stesso in cui le divisioni tedesche si ammassavano sul fianco est della sacca, l'equivalente di ventuno divisioni alleate, fra cui la 3ª e l'8ª del II Corpo d'armata italiano in Francia, si affrettarono in direzione del fianco ovest, a partire dalla foresta di Villers-Cotterêts. In due giorni il numero dei prigionieri presi oltrepassò 17000 uomini e 360 cannoni.
Sorpresi, i tedeschi impegnarono quattro divisioni di rinforzo al centro. Verso le ore 18 ripresero Vierzy, ma senza riuscire a tenerla. Gli Alleati giunsero a meno di quindici chilometri dalla stazione di Fère-en-Tardenois: l'unica ferrovia era sotto il fuoco dell'artiglieria. Il 20 luglio, i tedeschi prelevarono divisioni dalle armate vicine e impegnarono la 5ª Divisione della Guardia contro l'armata di Degoutte, due divisioni ed elementi ritirati dalla Marna, contro l'armata di Mangin. Malgrado questi sforzi, il 28 la stazione fu presa dagli Alleati e il 7 agosto tutto il terreno fu riconquistato. I carri armati dimostrarono tutta la loro efficacia in questa occasione.
Furono però gli americani a dare un forte impulso a questa controffensiva, come a molti contrattacchi futuri. Le truppe fresche e motivate erano un toccasana per le ormai dissanguate e anziane truppe anglo-francesi, che combattevano ormai da quattro anni una guerra che sembrava non finire mai, al costo di sacrifici immani. Il loro arrivo nella seconda battaglia della Marna fu essenziale, in quanto costrinse i comandanti tedeschi a compiere azioni in tutta fretta, per cercare di colpire in tempo prima di vedersi sopraffare dagli oltre 2 milioni di uomini che attendevano di sbarcare in Europa tra la fine del 1918 e il 1919.
Al 19 luglio, il II Corpo d'armata italiano in Francia contò 9 334 tra ufficiali e soldati morti o feriti su una forza di combattimento di circa 24 000 uomini, sepolti nel Cimitero militare italiano di Bligny ed in quello di Soupir.

### I tedeschi si ritirano
Il 20 luglio i comandanti tedeschi di battaglione ricevettero l'ordine di ritirarsi, ritornando sulle posizioni che avevano conquistato in mesi di lotta e con grosse perdite. Come ultima mossa Ludendorff ordinò di attestarsi poi lungo una linea fra l'Ourcq e Marfaux. Il 1º agosto, dopo continui tentativi di assalto frontale degli alleati, contro la difesa elastica tedesca, che dissanguarono ancora di più le truppe alleate, finalmente francesi e britannici sfondarono la linea tedesca e penetrarono per circa 7 km, fino ad arrestarsi nel 6 agosto.
La Seconda battaglia della Marna fu una vittoria difensiva per l'Intesa, Ferdinand Foch ricevette il bastone di Maresciallo di Francia e, alla fine, le cifre del contrattacco furono di 29367 prigionieri, 793 cannoni e 3000 mitragliatrici catturate, ma i tedeschi non erano affatto sconfitti. Quel che avvenne sulla Marna segnò la fine delle offensive di primavera, e l'inizio dell'offensiva alleata dei cento giorni dove gli alleati cozzarono contro un esercito tedesco ormai allo stremo, mancante di risorse e uomini ma nonostante tutto ancora funzionale e ben saldo in territorio nemico.
L'arrivo delle forze statunitensi, il loro peso economico, gli aiuti provenienti dalle colonie in mano all'Intesa, fecero decidere ai comandi dell'esercito tedesco di avviare i negoziati per un armistizio e a firmare la resa. Una decisione basata non solo dagli eventi militari, ma anche dalle fratture politiche nel fronte interno alla Germania, dalla penuria di generi alimentari che falcidiava la popolazione civile e dall'impossibilità per l'economia tedesca di continuare una guerra contro potenze economicamente preponderanti: tutto questo avrebbe comportato entro non molto tempo una disfatta militare che fu invece così evitata.

## Conseguenze
Nelle cinque azioni militari, i tedeschi persero quasi 200000 uomini e, da un balzo offensivo ritenuto vittorioso, l'offensiva si trasformò in una sconfitta che demoralizzò non poco le truppe tedesche.
Al contrario, pur non essendo una vittoria strategica o tattica per gli alleati, la Seconda battaglia della Marna costituì per loro una rampa di lancio; le nuove forze americane, impiegate vittoriosamente a Château-Thierry e a bosco Belleau, rinfrancarono, rassicurarono e soprattutto rinforzarono le file degli eserciti alleati.
Con la sconfitta sulla Marna, l'Alto comando tedesco si rese conto che non era più possibile vincere la guerra, la popolazione era sempre più alla fame, la febbre spagnola mieteva sempre più vittime in una popolazione sempre più debole.
Oltre a ciò, il blocco navale che fermava l'arrivo di materie prime e il conseguente blocco della produzione bellica tedesca, e una serie di avvenimenti concatenati, uniti alla violenta offensiva alleata chiamata dei "cento giorni", portarono in pochi mesi ad un collasso industriale e politico in Germania, che l'11 novembre firmò l'armistizio e accettò il trattato di pace, strutturato in modo che però servì a scatenare quel sentimento di rivalsa che fu uno dei motivi dello scoppio della seconda guerra mondiale.